# Torosaurus
Torosaurus ("perforerad ödla", syftar på öppningarna i halskragen; ofta felöversatt till "tjurödla"), ett släkte stora behornade dinosaurier (ceratopsia) som påträffats i Nordamerika, där den tros ha levt i slutet av kritaperioden för 70-65 miljoner år sedan. släktet tillhörde ordningen Ceratopsier. Torosaurus påträffades först i Wyoming 1891, och har även grävts fram i Texas och Alberta. Den var samtida med köttätaren Tyrannosaurus rex, och var sannolikt byte till denna. Som sina nära släktingar, till exempel Triceratops och Styracosaurus var Torosaurus troligen ett flockdjur.

## Beskrivning

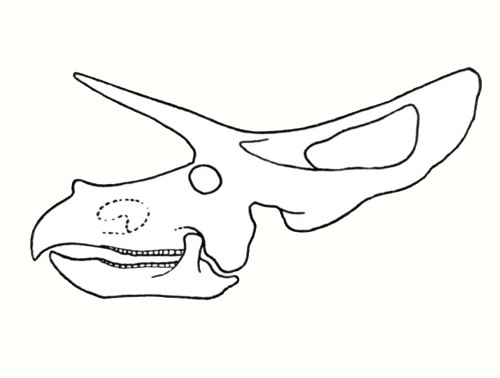
Rekonstruktion av Torosaurus skalle.

Torosaurus var en typisk ceratopsid som gick på alla fyra, hade tung kropp och stor skalle med en krage av ben som täckte nacken. Kroppslängden uppgick till 7-9 meter från nos till svans, och vikten 6-7 ton. Som andra horndinosaurier hade Torosaurus två långa horn över ögonen och ett mindre på nosen som förmodligen var ett effektivt försvar mot rovdinosaurier. Kragen däremot var ganska tunn. Torosaurus är känd för att ha det största huvudet av landlevande djur; med kragen inräknad mätte den cirka 2,5 meter.

## Taxonomi
Torosaurus ingick i ordningen ceratopsia och familj ceratopsidae, som också omfattar mer kända horndinosaurier som Triceratops, och underfamilj chasmosaurinae, som hade långa pannhorn och nackkragar. Några forskare har ansett att Torosaurus inte är ett eget släkte, utan är synonymt med Triceratops. Dock hade Torosaurus två stora hålrum i sin nacksköld vilket Triceratops saknar vilket kan tydda på att Torosaurus kan vara ett eget släkte. 

## Torosaurusi populärkulturen
Torosaurus förekommer i BBC:s dokumentärserie Dinosauriernas tid från 1999, där den framställs som ett flocklevande djur. Ray Toro i bandet My Chemical Romance har "Torosaurus" som smeknamn.